# Salmonella enterica subsp. enterica
Salmonella enterica subsp. enterica és un bacteri subespècie de Salmonella enterica, flagelat aerobi i Gram-negatiu. Pertany al gènere Salmonella. Molts dels serovars patògens de l'espècie S. enterica es troben en aquesta subespècie.

## Serovars
- Salmonella Choleraesuis
- Salmonella Dublin
- Salmonella Enteritidis
- Salmonella Gallinarum
- Salmonella Hadar
- Salmonella Heidelberg
- Salmonella Infantis
- Salmonella Paratyphi
- Salmonella Typhi
- Salmonella Typhimurium